# V Персея
V Персея (лат. V Persei), Новая Персея 1887 года — новая звезда в созвездии Персея. Открыта Вильяминой Флеминг в Гарвардской обсерватории на фотографии, сделанной с объективной призмой 3 ноября 1887 года. Считается, что это первая новая, спектр которой был записан. Новая обладала видимой звёздной величиной     9,2 на момент обнаружения. По данным о состоянии блеска объекта после открытия, а также о деталях спектральных линий, Дин Маклафлин определил, что новая прошла пик блеска за пять или шесть месяцев до момента обнаружения, а в максимуме блеск достигал 4 звёздной величины. Вероятно, V Персея была доступна для наблюдения невооружённым глазом, хотя и не удалось найти каких-либо записей о её наблюдении. В настоящее время объект имеет 18 звёздную величину.
Новые представляют собой двойные звёзды, в которых звезда-донор обращается вокруг белого карлика, настолько близко, что вещество перетекает со звезды-донора на белый карлик. Поскольку звёзды близки, то новые часто являются затменными переменными и V Персея проявляет признаки такой переменности. Это позволяет легко измерить период переменности, 2.57 часа. Вариации блеска от пика до пика яркости составляют около 0,5 звёздной величины. Классические новые, такие как V Персея, представляют собой тип катаклизмических переменных (CV), а периоды переменности таких звёзд формируют бимодальное распределение с пиками на 1,4 и 10 часах. Несколько катаклизмических переменных обладают периодами от 2 до 3 часов. Поэтому V Персея с периодом переменности 2,57 часа является важным объектом для исследования эволюции катаклизмических переменных.
В 1997 году наблюдения на телескопе Уильяма Гершеля использовались для поиска оболочки вокруг звезды, однако оболочка обнаружена не была.